# 3-тя піхотна дивізія (Фінляндія)
3-тя піхотна дивізія (фін. 3. divisioona) — піхотна дивізія фінської армії за часів Другої світової війни. Дивізія брала активну участь у бойових діях у ході «Зимової», «Війни-продовження» та Лапландської війни проти нацистської Німеччини.

## Історія

### Війна-продовження
1 липня німецьке XXXVI командування особливого призначення за підтримки 6-ї фінської піхотної дивізії армії «Норвегія» розпочали наступ на кандалакському напрямку. Дії командування підтримували 2-га танкова рота 40-го і 211-й танкові батальйони особливого призначення, в яких налічувалося близько 100 танків.
Далі на південь 3-тя фінська дивізія розпочала наступ, маючи за мету перерізати Кіровську залізницю — головну лінію постачання Мурманська в районах Лоухі та Кем. Для цього 3-тя дивізія була розбита на дві бойові групи. Група «J» (фін. Ryhmä J) наступала з півдня від Куусамо, щоб захопити Кестеньгу (Кієстінкі), а група «F» (фін. Ryhmä F) наступала з Суомуссалмі, щоб захопити Ухту.
У той час як німецьке просування на північному фланзі зупинилося, фінська 3-тя дивізія III корпусу на півдні добре просувалася вперед. Першим противником дивізії стала 54-та стрілецька дивізія 7-ї радянської армії. Група «F» дуже швидко наступала по пересіченій місцевості на 64 км до річки Віониця, де з 10 по 19 липня оточила та знищила кілька радянських частин. Група «J» просунулася до сильно укріпленого каналу між озерами Пяозеро і Топозеро. Вражене швидким фінським успіхом, командування армії «Норвегія» тепер вирішило підтримати фінський прорив, перекинувши частини дивізії СС «Норд» на південь і передавши їх під фінське командування.
Починаючи з 30 липня, фінам вдалося переправити батальйон через озера в тил радянській лінії оборони, що дозволило їм пройти з флангу та згодом перемогти радянські війська на другому боці каналу. 7 серпня після запеклих боїв фіни захопили Кестеньгу. Реагуючи на просування підрозділів 3-ї фінської дивізії на Мурманській залізниці, радянські війська перекинули в регіон додаткові війська (88-му стрілецьку дивізію, а також окрему бригаду Гривника). Радянський опір тепер посилився, що призвело до зупинки просування групи «J» на схід від Кестеньги. Поки група «J» була втягнута в бій навколо Кестеньги, група «F» змогла прорватися на околиці Ухти. Вони зламали оборону Червоної армії на озері Єлданка і змогли підійти на кілька кілометрів до власне Ухти. Однак нове радянське підкріплення завадило подальшим досягненням, і фінська атака зупинилася й у цьому секторі.
У 1944 році дивізію перекинули на Карельський перешийок, де вона брала участь у фінській обороні проти радянської Виборзько-Петрозаводської наступальної операції. Протягом цього часу дивізія була тимчасово посилена 6-м окремим батальйоном (фін. Erillispataljoona 6). Спочатку сформований німцями як 664-й Східний батальйон (нім. Ost-Bataillon 664), батальйон складався з добровольців, не військовополонених, з числа інгерманландців фінів.

### Лапландська війна
Після Московського перемир'я в 1944 році дивізія була переведена в Оулу. У рамках Лапландської війни проти Німеччини вранці 1 жовтня 1944 року 11-й піхотний полк дивізії здійснив висадку в Торніо. Після успішної висадки наступного дня полк був посилений 53-м піхотним полком дивізії. Від Торніо дивізія просунулася до Рованіємі і далі до Муоніо, де 3-тя піхотна дивізія була розформована.